# 王璽 (正德山西進士)
王璽（1465年—1543年），山西平陽府蒲州猗氏縣人，軍籍，明朝政治人物。

## 生平
弘治十一年（1498年）戊午科山西鄉試第十四名舉人。正德六年（1511年）中式辛未科會試第二百四十二名，登第三甲第六名進士。授行人，累升司正，十六年十一月升陕西按察司佥事、備兵宁夏，丁内艰歸。起復榆林兵备，再丁憂歸，嘉靖七年（1528年）二月以才力不及回籍听用，家居十五年卒。

## 家族
曾祖王好文；祖父王貴；父王達。母謝氏；繼母衛氏。重庆下。弟王钦。